# Detelin Dalakliew
Detelin Stefanow Dalakliew (bulgarisch Детелелин Стефанов Далаклиев, englische Transliteration Detelin Stefanov Dalakliev; * 19. Februar 1983 in Plewen) ist ein ehemaliger bulgarischer Boxer im Bantamgewicht.

## Karriere
Detelin Dalakliew begann in seiner Heimatstadt Plewen mit dem Boxsport und trainierte später auch in den Boxabteilungen von ZSKA Sofia, Lewski Sofia, Botew Plowdiw und Akademik Sofia. Er war Kapitän der bulgarischen Nationalmannschaft im Boxen und gewann ab 2001 mehrere nationale Meistertitel, zuletzt 2015 im Leichtgewicht.
Nachdem er bereits 2001 eine Bronzemedaille bei den Junioren-Europameisterschaften in Sarajevo gewonnen hatte startete er 2002 bei den Europameisterschaften in Perm, wo er im Viertelfinale gegen Ali Hallab ausschied. Bei den Weltmeisterschaften 2003 in Bangkok schaffte er jedoch den Einzug ins Halbfinale, unterlag dort gegen Ağası Məmmədov und gewann damit eine Bronzemedaille.
2004 gewann er die EU-Meisterschaften in Madrid und schlug diesmal auch Ali Hallab sowie im Finale Zsolt Bedák. Bei den Europameisterschaften 2004 in Pula gewann er erneut eine Bronzemedaille, nachdem er im Halbfinale gegen Gennadi Kowaljow verloren hatte. Durch seine bisherigen Erfolge konnte er auch an den Olympischen Spielen 2004 in Athen teilnehmen, schied jedoch im Achtelfinale gegen Ağası Məmmədov aus.
2005 gewann er wieder die EU-Meisterschaften in Cagliari, wobei ihm auch ein Sieg gegen Wilhelm Gratschow gelang. Bei den Weltmeisterschaften 2005 in Mianyang hingegen, verlor er noch in der Vorrunde gegen Gary Russell.
Seinen ersten Finaleinzug bei einer Europameisterschaft erzielte er dann 2006 in Plowdiw. Er besiegte dabei unter anderem Ali Hallab und Joseph Murray, ehe er beim Kampf um die Goldmedaille gegen Ali Alijew unterlag und somit Vize-Europameister wurde. 2007 sicherte er sich in Dublin erneut den EU-Titel, wobei er unter anderem Rudolf Dydi und Denis Makarov bezwingen konnte. Bei den Weltmeisterschaften 2007 in Chicago unterlag er jedoch diesmal in der Vorrunde gegen Ali Hallab.
2008 startete Dalakliew bei der europäischen Olympiaqualifikation in Pescara und Athen. Mit Siegen gegen Chawazi Chatsygov und Nebojša Rosić sowie Niederlagen gegen John Nevin und Ali Hallab schaffte er jedoch keine Starterplatzierung für die Olympischen Spiele 2008.
2008 in Liverpool konnte er erneut Vize-Europameister werden, nachdem er unter anderem Dennis Ceylan und Andrew Selby besiegt hatte und erst im Finale umstritten mit 5:5+ gegen Luke Campbell unterlag. Seinen größten Erfolg erzielte er dann bei der Weltmeisterschaft 2009 in Mailand. Mit sechs Siegen, darunter gegen Andrew Selby, Yankiel León und Eduard Absalimow, sicherte er sich den ersten und bislang letzten bulgarischen Amateur-Weltmeistertitel im Boxen seit 1995 (Stand: 2022). Dafür wurde er zu Bulgariens Sportler des Jahres gewählt.
Nach diesem Erfolg konnte er jedoch keine Medaillenplatzierung auf internationaler Ebene mehr erreichen. So unterlag er bei der EM 2010 in Moskau im Achtelfinale gegen Furkan Memiş, schied bei der EM 2011 in Ankara kampflos im Viertelfinale aus und scheiterte bei der WM 2011 in Baku im Viertelfinale an Luke Campbell.
Bei den Olympischen Spielen 2012 in London schied er im Viertelfinale knapp mit 15:16 gegen Luke Campbell aus und verlor im Achtelfinale der EM 2013 in Minsk gegen Elvin Isayev. Gegen diesen verlor er auch im Achtelfinale bei den Militärweltspielen 2015 in Südkorea.
Darüber hinaus kämpfte Dalakliew 2010/11 für das US-amerikanische Team Memphis Force sowie 2015 für das britische Team British Lionhearts in der World Series of Boxing und gewann international besetzte Turniere in Finnland, Bosnien, Bulgarien, Serbien und Spanien.